# Bizans Oyunları
Pour plus de détails, voir Fiche technique et Distribution.
Bizans Oyunları (littéralement « Jeux de Byzance »), ou Bizans Oyunları: Geym of Bizans (titre long), est une comédie turque réalisée par Gani Müjde (tr), sortie en 2015.

## Fiche technique
- Réalisation : Gani Müjde (tr)
- Scénario : Gani Müjde (tr)
  - Dialogues : Emre Bülbül et Gökhan Karagülle
- Pays d'origine :  Turquie
- Langue originale : turc
- Format : couleurs
- Dates de sortie :
  - Turquie : 15 janvier 2016
  - France : 15 janvier 2016 (sortie limitée) ; 18 novembre 2017 (VOD)

## Distribution
- Gürkan Uygun (tr) : Gazi Magosa
- Tolgahan Sayışman (tr) : Prince Adonis
- Gonca Vuslateri : Klitorya
- Tuvana Türkay : Ayçörek Hatun
- Murat Dalkılıç (tr) : Muhteris